# Fed Cup 1999
Navigation
Édition précédente Édition suivante
La Fed Cup 1999 est la 37e édition du plus important tournoi de tennis opposant des équipes nationales féminines.
La finale, qui s'est tenue à Stanford les 18 et 19 septembre, voit les États-Unis s'imposer face à la Russie (quatre points à un).

## Organisation
Le système des play-offs de l'organisation pratiquée depuis 1995 est modifié pour cette 37e édition de la Fed Cup. Les plays-offs I sont supprimés et toutes les rencontres des play-offs II se déroulent à Amsterdam (aux Pays-Bas) selon la méthode du « round robin » avec deux poules et une finale.
Le groupe mondial I compte toujours huit équipes qui s'affrontent par élimination directe en trois tours (avril, juillet et septembre) mais les huit équipes sont assurées de rester dans le groupe mondial I pour la compétition 2000.
Le groupe mondial II compte encore huit équipes mais les vainqueurs des quatre rencontres sont directement qualifiés pour le groupe mondial I de la compétition 2000. Les perdants disputent les play-offs II.
Les rencontres des groupes mondiaux I et II se jouent au meilleur des cinq matchs, quatre simples et un double, organisés au domicile de l'une ou l'autre des équipes qui, sur un week-end, se rencontrent en face-à-face. Les rencontres des plays-offs II se jouent au meilleur des trois matchs, deux simples et un double.

## Résultats

### Groupe mondial I
Le groupe mondial I compte huit équipes, les quatre demi-finalistes de l'édition précédente (têtes de série) et les quatre issues des play-offs I de l'année précédente.
Les huit équipes restent dans le groupe mondial I pour la compétition 2000.

#### Tableau
|  | 1/4 de finale 17 - 18 avril | 1/4 de finale 17 - 18 avril |            |        | 1/2 finale 24 - 25 juillet | 1/2 finale 24 - 25 juillet |            |   | Finale 18 - 19 septembre | Finale 18 - 19 septembre |
|  |                             |                             |            |        |                            |                            |            |   |                          |                          |
|  | Italie                      | 3                           |            |        |                            |                            |            |   |                          |                          |
|  | Espagne                     | 2                           |            |        |                            |                            |            |   |                          |                          |
|  | Espagne                     | 2                           |            | Italie | 1                          |                            |            |   |                          |                          |
|  |                             |                             |            | Italie | 1                          |                            |            |   |                          |                          |
|  |                             |                             | États-Unis | 4      |                            |                            |            |   |                          |                          |
|  | États-Unis                  | 5                           | États-Unis | 4      |                            |                            |            |   |                          |                          |
|  | États-Unis                  | 5                           |            |        |                            |                            |            |   |                          |                          |
|  | Croatie                     | 0                           |            |        |                            |                            |            |   |                          |                          |
|  | Croatie                     | 0                           |            |        |                            |                            | États-Unis | 4 |                          |                          |
|  |                             |                             |            |        |                            |                            | États-Unis | 4 |                          |                          |
|  |                             | Russie                      | 1          |        |                            |                            |            |   |                          |                          |
|  | Russie                      | Russie                      | 1          | 3      |                            |                            |            |   |                          |                          |
|  | Russie                      |                             |            | 3      |                            |                            |            |   |                          |                          |
|  | France                      | 2                           |            |        |                            |                            |            |   |                          |                          |
|  | France                      | 2                           |            | Russie | 3                          |                            |            |   |                          |                          |
|  |                             |                             |            | Russie | 3                          |                            |            |   |                          |                          |
|  |                             |                             | Slovaquie  | 2      |                            |                            |            |   |                          |                          |
|  | Suisse                      | 0                           | Slovaquie  | 2      |                            |                            |            |   |                          |                          |
|  | Suisse                      | 0                           |            |        |                            |                            |            |   |                          |                          |
|  | Slovaquie                   | 5                           |            |        |                            |                            |            |   |                          |                          |

#### Quarts de finale
| Italie - Espagne - 3 : 2 Palapentimele, Reggio de Calabre, Italie 17 - 18 avril, Moquette (int.) |                                  |                                |               |
| 1                                                                                                | Rita Grande                      | Magüi Serna                    | 2-6, 4-6      |
| 1                                                                                                | Silvia Farina                    | Virginia Ruano                 | 5-7, 6-3, 6-0 |
| 1                                                                                                | Silvia Farina                    | Magüi Serna                    | 3-6, 7-6, 6-4 |
| 1                                                                                                | Rita Grande                      | Virginia Ruano                 | 6-4, 6-1      |
| 1                                                                                                | Tathiana Garbin A. Serra Zanetti | Gala León García M. A. Sánchez | 5-7, 0-6      |

| États-Unis - Croatie - 5 : 0 Raleigh Racquet Club, Raleigh, États-Unis 17 - 18 avril, Terre (ext.) |                           |                           |                |
| 2                                                                                                  | Chanda Rubin              | Iva Majoli                | 7-6, 4-6, 10-8 |
| 2                                                                                                  | Monica Seles              | Silvija Talaja            | 6-3, 6-1       |
| 2                                                                                                  | Monica Seles              | Iva Majoli                | 6-0, 6-3       |
| 2                                                                                                  | Chanda Rubin              | Silvija Talaja            | 6-3, 6-4       |
| 2                                                                                                  | Chanda Rubin Monica Seles | Iva Majoli Silvija Talaja | 6-3, 6-2       |

| Russie - France - 3 : 2 Olympic Stadium, Moscou, Russie 17 - 18 avril, Moquette (int.) |                                  |                                  |               |
| 3                                                                                      | Elena Likhovtseva                | Amélie Mauresmo                  | 2-6, 2-6      |
| 3                                                                                      | Tatiana Panova                   | Nathalie Tauziat                 | 6-4, 6-2      |
| 3                                                                                      | Elena Likhovtseva                | Nathalie Tauziat                 | 6-2, 6-4      |
| 3                                                                                      | Tatiana Panova                   | Amélie Mauresmo                  | 2-6, 7-5, 1-6 |
| 3                                                                                      | Elena Likhovtseva Elena Makarova | Amélie Mauresmo Nathalie Tauziat | 6-0, 7-6      |

| Suisse - Slovaquie - 0 : 5 Saal Sports Hall, Zurich, Suisse 17 - 18 avril, Moquette (int.) |                               |                                   |               |
| 4                                                                                          | Emmanuelle Gagliardi          | Karina Habšudová                  | 6-7, 0-6      |
| 4                                                                                          | Cacilia Charbonnier           | Henrieta Nagyová                  | 2-6, 7-5, 2-6 |
| 4                                                                                          | Emmanuelle Gagliardi          | Henrieta Nagyová                  | 6-3, 1-6, 3-6 |
| 4                                                                                          | Cacilia Charbonnier           | Karina Habšudová                  | 4-6, 4-6      |
| 4                                                                                          | Laura Bao Cacilia Charbonnier | Karina Habšudová Henrieta Nagyová | 2-6, 6-7      |

#### Demi-finales
| Italie - États-Unis - 1 : 4 Ancona Tennis Association, Ancona, Italie 24 - 25 juillet, Terre (ext.) |                                  |                                |               |
| 5                                                                                                   | Rita Grande                      | Venus Williams                 | 2-6, 3-6      |
| 5                                                                                                   | Silvia Farina                    | Monica Seles                   | 6-4, 4-6, 6-4 |
| 5                                                                                                   | Silvia Farina                    | Venus Williams                 | 1-6, 1-6      |
| 5                                                                                                   | Rita Grande                      | Serena Williams                | 1-6, 1-6      |
| 5                                                                                                   | Tathiana Garbin A. Serra Zanetti | Serena Williams Venus Williams | 2-6, 2-6      |

| Russie - Slovaquie - 3 : 2 Olympic Stadium, Moscou, Russie 24 - 25 juillet, Terre (int.) |                                 |                                      |               |
| 6                                                                                        | Elena Likhovtseva               | Ľudmila Cervanová                    | 7-5, 6-7, 6-3 |
| 6                                                                                        | Tatiana Panova                  | Karina Habšudová                     | 6-7, 1-6      |
| 6                                                                                        | Elena Likhovtseva               | Karina Habšudová                     | 3-6, 6-4, 6-2 |
| 6                                                                                        | Tatiana Panova                  | Ľudmila Cervanová                    | 6-4, 6-4      |
| 6                                                                                        | Elena Dementieva Elena Makarova | Ľudmila Cervanová Daniela Hantuchová | 5-7, 6-7      |

#### Finale
| États-Unis - Russie - 4 : 1 Taube Tennis Stadium, Stanford, États-Unis 18 - 19 septembre, Dur (ext.) |                                |                                 |               |
| 7 | Venus Williams                 | Elena Likhovtseva               | 6-3, 6-4      |
| 7 | Lindsay Davenport              | Elena Dementieva                | 6-4, 6-0      |
| 7 | Lindsay Davenport              | Elena Likhovtseva               | 6-4, 6-4      |
| 7 | Venus Williams                 | Elena Dementieva                | 6-1, 3-6, 6-7 |
| 7 | Serena Williams Venus Williams | Elena Dementieva Elena Makarova | 6-2, 6-1      |

### Groupe mondial II
Le groupe mondial II compte huit équipes, les quatre vaincues en play-offs I l'année précédente et les quatre victorieuses en play-offs II l'année précédente.
Opposées une à une, les équipes victorieuses rejoignent le groupe mondial I pour l'année suivante et les équipes vaincues disputent les plays-offs II.
| Pays-Bas - Belgique - 0 : 5 Brabant Hall, Bois-le-Duc, Pays-Bas 17 - 18 avril, Moquette (int.) |                               |                              |               |
| 1                                                                                              | Amanda Hopmans                | Dominique Monami             | 1-6, 7-6, 5-7 |
| 1                                                                                              | Miriam Oremans                | Justine Henin                | 7-5, 5-7, 3-6 |
| 1                                                                                              | Miriam Oremans                | Els Callens                  | 1-6, 6-7      |
| 1                                                                                              | Amanda Hopmans                | Justine Henin                | 4-6, 3-6      |
| 1                                                                                              | Amanda Hopmans Miriam Oremans | Sabine Appelmans Els Callens | 6-2, 3-6, 4-6 |

| Biélorussie - République tchèque - 1 : 4 National Centre, Minsk, Biélorussie 17 - 18 avril, Terre (int.) |                                      |                              |               |
| 2 | Olga Barabanschikova                 | Květa Hrdličková             | 1-6, 4-6      |
| 2 | Natasha Zvereva                      | Denisa Chládková             | 3-6, 6-7      |
| 2 | Natasha Zvereva                      | Květa Hrdličková             | 4-6, 7-6, 4-6 |
| 2 | Olga Barabanschikova                 | Denisa Chládková             | 3-6, 4-6      |
| 2 | Nadejda Ostrovskaya Tatiana Poutchek | Dája Bedáňová Helena Vildová | 7-5, 6-2      |

| Autriche - Australie - 3 : 2 Sports Union, Klagenfurt, Autriche 17 - 18 avril, Terre (ext.) |                                 |                            |               |
| 3                                                                                           | Barbara Schett                  | Jelena Dokić               | 3-6, 7-5, 4-6 |
| 3                                                                                           | Sylvia Plischke                 | Alicia Molik               | 7-5, 1-6, 5-7 |
| 3                                                                                           | Barbara Schett                  | Alicia Molik               | 6-1, 6-1      |
| 3                                                                                           | Barbara Schwartz                | Jelena Dokić               | 1-6, 6-2, 6-4 |
| 3                                                                                           | Barbara Schett Barbara Schwartz | Alicia Molik Rennae Stubbs | 6-3, 6-3      |

| Allemagne - Japon - 3 : 2 National Centre, Hambourg, Allemagne 24 - 25 avril, Terre (ext.) |                           |                            |               |
| 4                                                                                          | Andrea Glass              | Miho Saeki                 | 6-3, 6-4      |
| 4                                                                                          | Elena Wagner              | Shinobu Asagoe             | 6-7, 1-6      |
| 4                                                                                          | Andrea Glass              | Shinobu Asagoe             | 6-4, 6-3      |
| 4                                                                                          | Elena Wagner              | Miho Saeki                 | 7-6, 6-3      |
| 4                                                                                          | Andrea Glass Jana Kandarr | Shinobu Asagoe Saori Obata | 6-3, 5-7, 4-6 |

### Play-offs II
Toutes les rencontres des play-offs II 1999 sont organisées en extérieur sur surface dure au centre sportif universitaire d'Amsterdam aux Pays-Bas du 21 au 24 juillet.
Les huit équipes participantes, quatre éliminées du groupe mondial II et quatre issues des groupes par zones géographiques sont réparties en deux poules et s'affrontent selon la méthode du « round robin ».
Les vainqueurs de chaque poule disputent la finale et seul le vainqueur de cette finale, l'Australie, rejoint le groupe mondial I en 2000. Toutes les autres équipes sont reléguées dans les compétitions par zones géographiques.

#### Poule A
| Pays-Bas - Japon - 2 : 1 |                              |                            |               |
| 1                        | Miriam Oremans               | Miho Saeki                 | 3-6, 4-6      |
| 1                        | Kristie Boogert              | Ai Sugiyama                | 2-6, 6-3, 6-2 |
| 1                        | Manon Bollegraf Caroline Vis | Shinobu Asagoe Ai Sugiyama | 4-6, 7-6, 6-3 |

| Pays-Bas - Biélorussie - 3 : 0 |                              |                                      |               |
| 2                              | Miriam Oremans               | Olga Barabanschikova                 | 6-4, 4-6, 7-5 |
| 2                              | Kristie Boogert              | Natasha Zvereva                      | 6-4, 6-4      |
| 2                              | Manon Bollegraf Caroline Vis | Nadejda Ostrovskaya Tatiana Poutchek | 6-2, 6-2      |

| Pays-Bas - Slovénie - 1 : 2 |                              |                                |                |
| 3                           | Miriam Oremans               | Tina Pisnik                    | 4-6, 6-1, 7-9  |
| 3                           | Kristie Boogert              | Katarina Srebotnik             | 2-6, 7-6, 10-8 |
| 3                           | Manon Bollegraf Caroline Vis | Tina Pisnik Katarina Srebotnik | 0-6, 6-2, 7-9  |

| Japon - Slovénie - 2 : 1 |                            |                                |               |
| 4                        | Miho Saeki                 | Tina Pisnik                    | 6-2, 2-6, 5-7 |
| 4                        | Ai Sugiyama                | Katarina Srebotnik             | 6-1, 6-2      |
| 4                        | Shinobu Asagoe Ai Sugiyama | Tina Križan Katarina Srebotnik | 6-2, 6-2      |

| Biélorussie - Japon - 2 : 0 |                      |                |                |
| 5                           | Olga Barabanschikova | Yuka Yoshida   | 6-4, 5-7, 10-8 |
| 5                           | Natasha Zvereva      | Shinobu Asagoe | 5-7, 6-3, 7-5  |
| 5                           |                      | Non joué       |                |

| Biélorussie - Slovénie - 3 : 0 |                                      |                                |               |
| 6                              | Olga Barabanschikova                 | Tina Pisnik                    | 4-6, 6-3, 6-1 |
| 6                              | Natasha Zvereva                      | Katarina Srebotnik             | 7-5, 6-0      |
| 6                              | Olga Barabanschikova Natasha Zvereva | Tina Križan Katarina Srebotnik | 3-6, 6-3, 6-1 |

| Classement de la poule |             |                            |                      |
| #                      | Pays        | Rencontres gagnées-perdues | Matchs gagnés-perdus |
| 1                      | Pays-Bas    | 2-1                        | 6-3                  |
| 2                      | Biélorussie | 2-1                        | 5-3                  |
| 3                      | Japon       | 1-2                        | 3-5                  |
| 4                      | Slovénie    | 1-2                        | 3-6                  |

#### Poule B
| Argentine - Australie - 0 : 3 |                             |                                |               |
| 1                             | Mariana Díaz-Oliva          | Alicia Molik                   | 6-4, 2-6, 5-7 |
| 1                             | Paola Suárez                | Jelena Dokić                   | 4-6, 5-7      |
| 1                             | Laura Montalvo Paola Suárez | Catherine Barclay Nicole Pratt | 4-6, 4-6      |

| Argentine - Roumanie - 2 : 1 |                             |                                    |               |
| 2                            | Mariana Díaz-Oliva          | Raluca Sandu                       | 5-7, 6-3, 6-1 |
| 2                            | Paola Suárez                | Ruxandra Dragomir                  | 1-6, 7-5, 2-6 |
| 2                            | Laura Montalvo Paola Suárez | Cătălina Cristea Ruxandra Dragomir | 6-4, 7-5      |

| Argentine - Taïwan - 3 : 0 |                             |                            |               |
| 3                          | Mariana Díaz-Oliva          | Weng Tzu-Ting              | 6-1, 6-2      |
| 3                          | Paola Suárez                | Wang Shi-Ting              | 3-6, 6-4, 6-4 |
| 3                          | Laura Montalvo Paola Suárez | Hsu Hsueh-Li Wang Shi-Ting | 6-2, 6-2      |

| Australie - Taïwan - 3 : 0 |                                |                            |          |
| 4                          | Nicole Pratt                   | Hsu Hsueh-Li               | 6-1, 6-2 |
| 4                          | Jelena Dokić                   | Wang Shi-Ting              | 6-4, 6-2 |
| 4                          | Catherine Barclay Alicia Molik | Hsu Hsueh-Li Weng Tzu-Ting | 7-5, 6-2 |

| Australie - Roumanie - 2 : 1 |                                |                                    |               |
| 5                            | Nicole Pratt                   | Cătălina Cristea                   | 6-1, 7-5      |
| 5                            | Jelena Dokić                   | Ruxandra Dragomir                  | 3-6, 5-7      |
| 5                            | Catherine Barclay Alicia Molik | Cătălina Cristea Ruxandra Dragomir | 7-5, 4-6, 8-6 |

| Roumanie - Taïwan - 3 : 0 |                                    |                            |               |
| 6                         | Cătălina Cristea                   | Weng Tzu-Ting              | 6-0, 6-2      |
| 6                         | Ruxandra Dragomir                  | Wang Shi-Ting              | 6-7, 6-2, 6-2 |
| 6                         | Cătălina Cristea Ruxandra Dragomir | Hsu Hsueh-Li Wang Shi-Ting | 6-2, 6-4      |

| Classement de la poule |           |                            |                      |
| #                      | Pays      | Rencontres gagnées-perdues | Matchs gagnés-perdus |
| 1                      | Australie | 3-0                        | 8-1                  |
| 2                      | Argentine | 2-1                        | 5-4                  |
| 3                      | Roumanie  | 1-2                        | 5-4                  |
| 4                      | Taïwan    | 0-3                        | 0-9                  |

#### Round robin finale
| Pays-Bas - Australie - 0 : 2 |                 |              |                |
| 1                            | Miriam Oremans  | Nicole Pratt | 4-6, 6-3, 8-10 |
| 1                            | Kristie Boogert | Jelena Dokić | 5-7, 2-6       |
| 1                            |                 | Non joué     |                |